# Płochocin (województwo mazowieckie)
Płochocin – wieś w Polsce położona w województwie mazowieckim, w powiecie warszawskim zachodnim, w gminie Ożarów Mazowiecki. Administracyjnie wyróżnia się wsie: Płochocin oraz Płochocin-Osiedle.
| SIMC    | Nazwa             | Rodzaj    |
| ------- | ----------------- | --------- |
| 0006043 | Płochocin-Osiedle | część wsi |

Wieś szlachecka Płochocino położona była w drugiej połowie XVI wieku w powiecie błońskim ziemi warszawskiej województwa mazowieckiego. W latach 1975–1998 miejscowość położona była w województwie warszawskim. 
Miejscowość jest siedzibą parafii św. Wojciecha BM. W strukturze kościoła rzymskokatolickiego parafia należy do metropolii warszawskiej, archidiecezji warszawskiej, dekanatu błońskiego.
W 2021 sołectwo Płochocin Wieś liczyło 2496 mieszkańców, razem z osiedlem Płochocin-Osiedle oraz wsią Płochocin SHR i okoliczną zabudową podległą administracyjnie pod Płochocin.

## Opis miejscowości

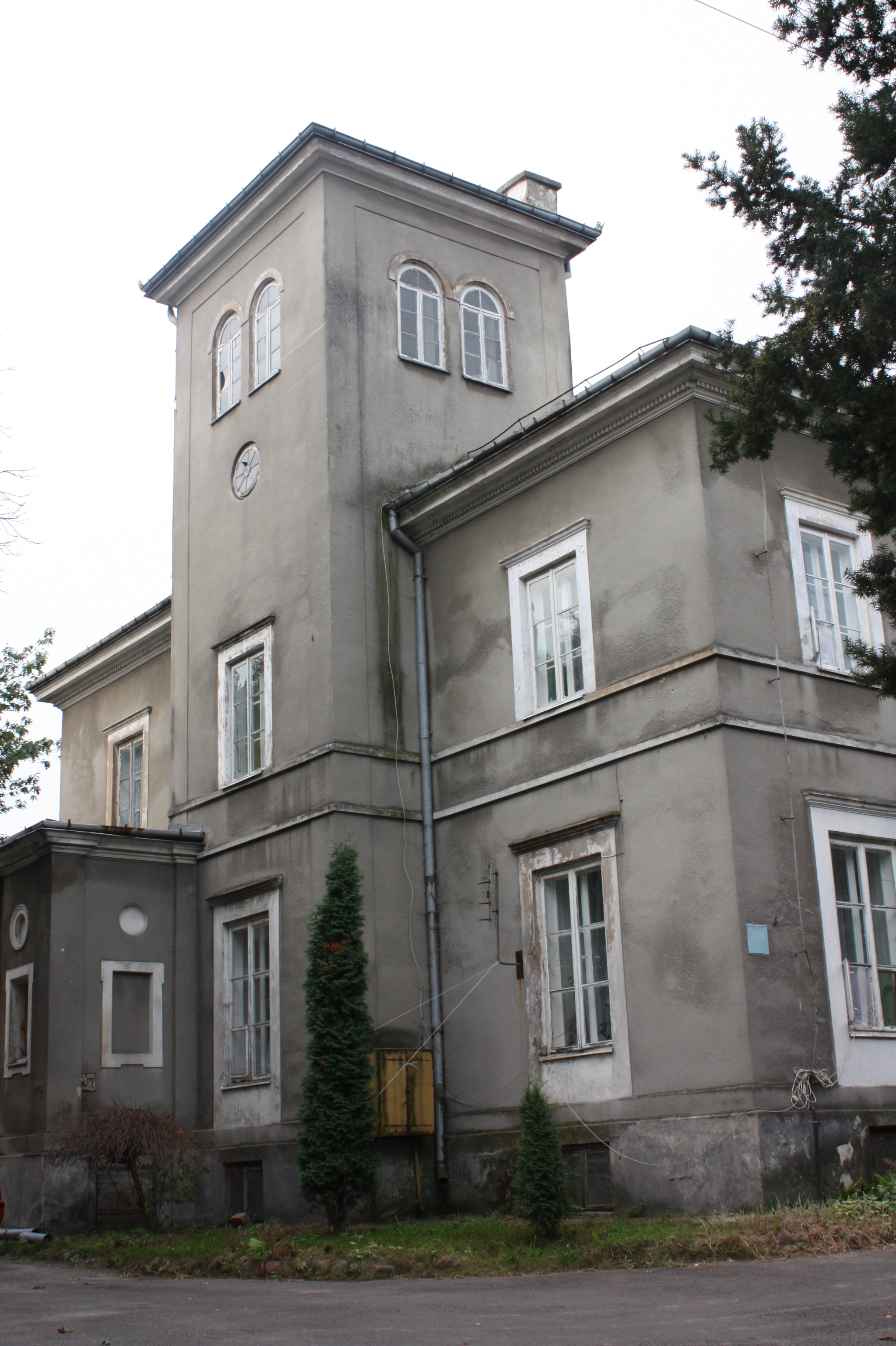
Pałac

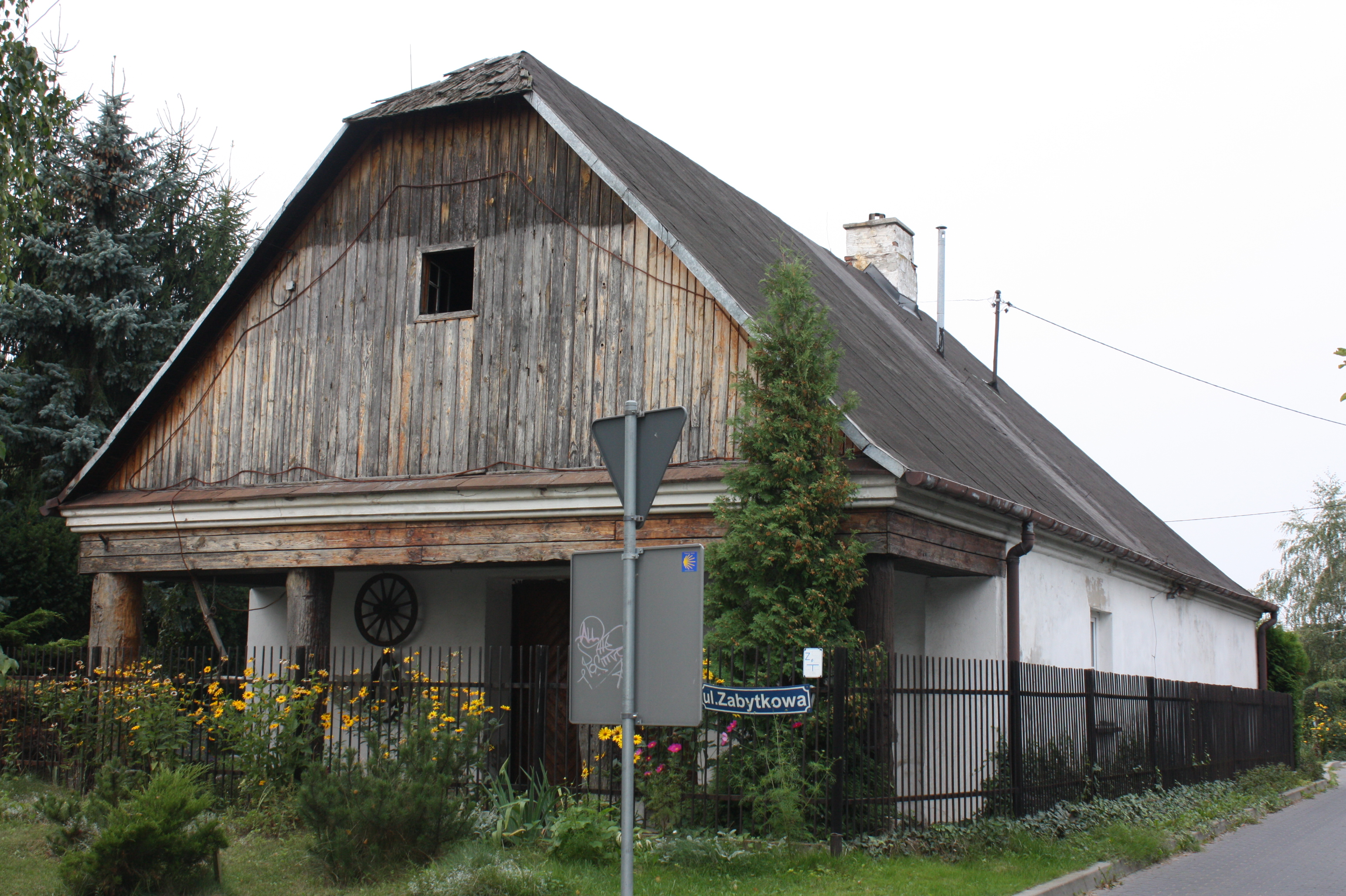
Kuźnia Napoleońska

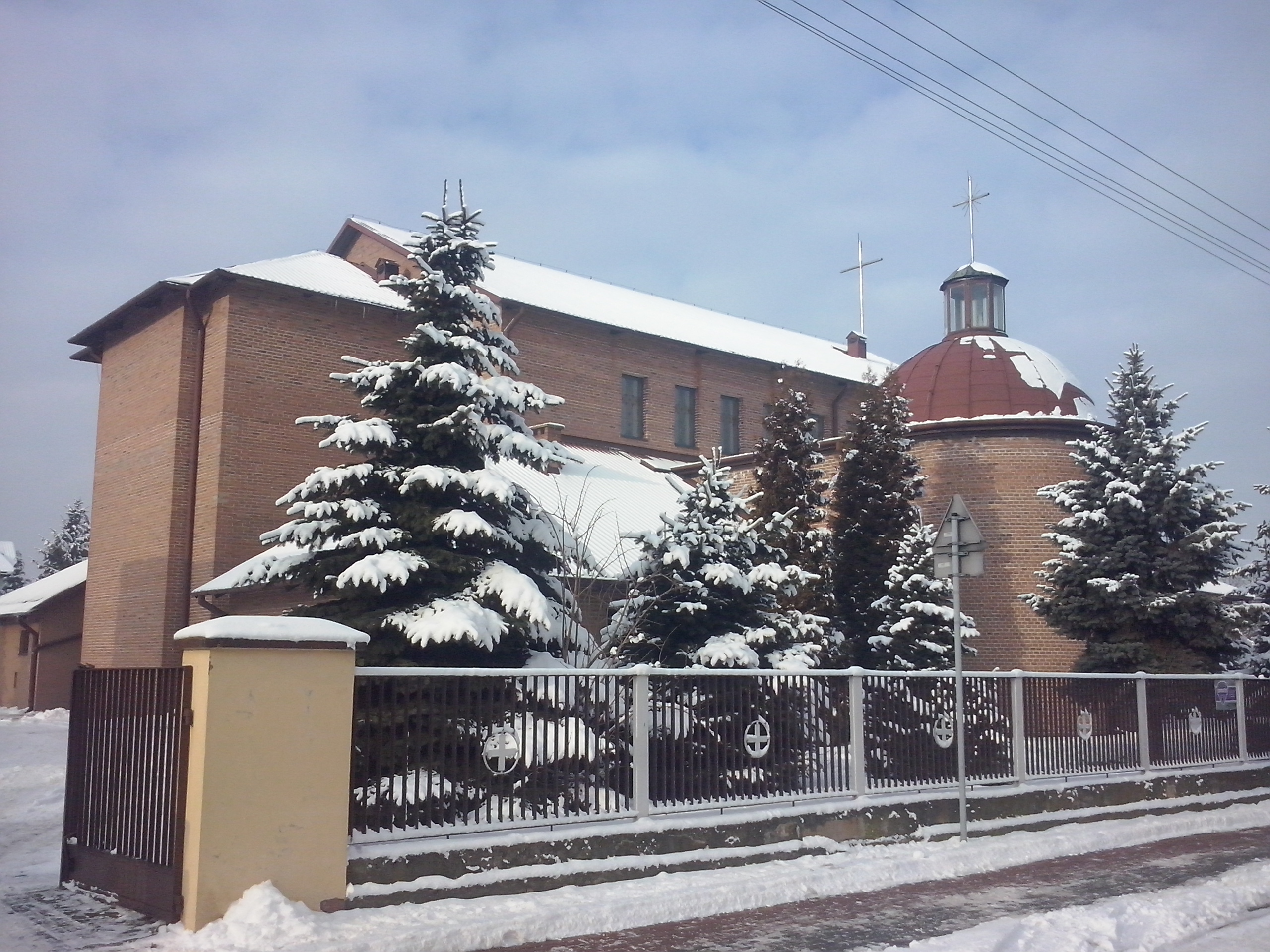
Kościół Św. Wojciecha Biskupa i Męczennika

Miejscowość jest typowym podwarszawskim osiedlem. Może to być osada o historii sięgającej do starożytności. We wsi znajduje się pałac z ok. połowy XIX wieku, wzniesiony według projektu Henryka Marconiego dla polskiego kupca i przedsiębiorcy pochodzenia żydowskiego Józefa Janasza. Prawdopodobnie przy budowie wykorzystano murowane piwnice drewnianego dworu Toczyskich z ok. 1839. Pałac przebudowany w XX w. jest murowany z cegły, tynkowany. Posiada dwie kondygnacje i wieżyczkę. Układ wnętrz dwutraktowy. Dach niski, pokryty blachą. Dziś w Pałacu znajdują się mieszkania robotników, którzy pracowali w pobliskiej Spółdzielni Kółek Rolniczych oraz biura działającej tu firmy zajmującej się rolnictwem, głównie hodowlą krów. Oprócz zabytkowego pałacu zachowały się obok stare zabudowania folwarczne, które wraz z pałacem wpisane są do rejestru zabytków.
W pobliżu kompleksu pałacowo-folwarcznego (na północ od niego) znajduje się kuźnia napoleońska zbudowana w początkach XIX w. Murowana z cegły, tynkowana, na planie prostokąta z podcieniem od frontu wspartym na czterech słupach. Dach czterospadowy z naczółkiem nad podcieniem. Z kuźnią związana jest wciąż żywa wśród mieszkańców opowieść o zatrzymaniu się w niej żołnierzy z armii napoleońskiej. Równie ciekawą historię ma stojąca przy ul. Stołecznej kapliczka. Postawiła ją okoliczna ludność w 1919 w podziękowaniu za ojczyznę i „wyjście wrogów z Polski”.
9 września 1939 w Płochocinie został porzucony i zniszczony polski pociąg pancerny nr 12. 14 września 1939 żołnierze Wehrmachtu rozstrzelali 4 osoby, w tym dwóch mieszkańców wsi.
Na terenie wsi znajduje się przystanek kolejowy, poczta oraz szkoła podstawowa. Wieś ma niezależną sieć wodociągową. Obecnie Płochocin przeżywa intensywny rozwój nabierając charakteru osiedla willowego.
W Płochocinie od 15 września 1998 istnieje Amatorski Klub Sportowy FC Płochocin. Od sezonu 2012/13 FC Płochocin gra w Klasie A. W sezonie 2013/14 klub zajął 7 miejsce grając w IV grupie warszawskiej.